# Birgitte Vind
Birgitte Vind, née le 13 août 1965 à Vejle (Danemark), est une femme politique danoise, membre de la Social-démocratie.

## Biographie
Birgitte Vind travaille dans le milieu de l'éducation, étant successivement enseignante, responsable de programme périscolaire et conseillère scolaire.
Engagée au sein de la Social-démocratie, elle entre au conseil municipal de Vejle après les élections municipales de novembre 2009. Elle est réélue en 2013 et en 2017.
Elle est élue députée au Folketing lors des élections législatives de juin 2019. Elle remporte un second mandat lors des élections législatives du 1er novembre 2022. Après le scrutin, elle devient présidente de la commission parlementaire sur l'immigration et l'intégration, un poste qu'elle cède en 2023 à Thomas Skriver Jensen.
À partir de septembre 2024, elle est la porte-parole du groupe parlementaire social-démocrate sur les questions de développement durable et de numérisation.